# Prva hrvatska košarkaška liga 2001-2002
La Prva hrvatska košarkaška liga 2001-2002 è stata l'11ª edizione del massimo campionato croato di pallacanestro maschile. La vittoria finale è stata appannaggio del Cibona Zagabria.

## Risultati

### Stagione regolare

#### Prima fase
|    | Squadra        | G  | V  | P  | PF   | PS   | Pt. | Qualificazione      |
| -- | -------------- | -- | -- | -- | ---- | ---- | --- | ------------------- |
| 1. | KK Zagabria    | 14 | 12 | 2  | 1243 | 1066 | 26  | alla seconda fase   |
| 2. | Osijek         | 14 | 10 | 4  | 1229 | 1122 | 24  | alla seconda fase   |
| 3. | Dubrava        | 14 | 9  | 5  | 1168 | 1103 | 23  | alla seconda fase   |
| 4. | Zrinjevac      | 14 | 8  | 6  | 1163 | 1096 | 22  | alla seconda fase   |
| 5. | Brod           | 14 | 5  | 9  | 1072 | 1139 | 19  | poule retrocessione |
| 6. | Maksimir       | 14 | 5  | 9  | 1214 | 1309 | 19  | poule retrocessione |
| 7. | Šibenik        | 14 | 4  | 10 | 1111 | 1216 | 18  | poule retrocessione |
| 8. | Šanac Karlovac | 14 | 3  | 11 | 1093 | 1242 | 17  | poule retrocessione |

#### Seconda fase
|    | Squadra         | G  | V  | P  | PF   | PS   | Pt. | Qualificazione |
| -- | --------------- | -- | -- | -- | ---- | ---- | --- | -------------- |
| 1. | Cibona Zagabria | 14 | 12 | 2  | 1372 | 1067 | 26  | playoff        |
| 2. | Zara            | 14 | 10 | 4  | 1255 | 1153 | 24  | playoff        |
| 3. | KK Zagabria     | 14 | 9  | 5  | 1169 | 1063 | 23  | playoff        |
| 4. | Kvarner Rijeka  | 14 | 8  | 6  | 1228 | 1235 | 22  | playoff        |
| 5. | Spalato         | 14 | 8  | 6  | 1160 | 1085 | 22  |                |
| 6. | Osijek          | 14 | 4  | 10 | 1204 | 1462 | 18  |                |
| 7. | Zrinjevac       | 14 | 3  | 11 | 1123 | 1247 | 17  |                |
| 8. | Dubrava         | 14 | 2  | 12 | 1047 | 1246 | 16  |                |

#### Poule retrocessione
|     | Squadra        | G  | V | P | PF   | PS   | Pt. | Qualificazione |
| --- | -------------- | -- | - | - | ---- | ---- | --- | -------------- |
| 9.  | Brod           | 12 | 7 | 5 | 997  | 972  | 19  |                |
| 10. | Šibenik        | 12 | 6 | 6 | 1038 | 1015 | 18  |                |
| 11. | Šanac Karlovac | 12 | 6 | 6 | 1039 | 1048 | 18  |                |
| 12. | Maksimir       | 12 | 5 | 7 | 1018 | 1057 | 17  | retrocesso     |

### Playoff
|  | Semifinali | Semifinali      | Semifinali |      |    | Finale          | Finale | Finale |  |
|  |            |                 |            |      |    |                 |        |        |  |
|  | 1.         | Cibona Zagabria | 2          |      |    |                 |        |        |  |
|  | 1.         | Cibona Zagabria | 2          |      |    |                 |        |        |  |
|  | 4.         | Kvarner Rijeka  | 0          |      |    |                 |        |        |  |
|  | 4.         | Kvarner Rijeka  | 0          |      | 1. | Cibona Zagabria | 2      |        |  |
|  |            |                 |            |      | 1. | Cibona Zagabria | 2      |        |  |
|  |            |                 | 2.         | Zara | 0  |                 |        |        |  |
|  | 2.         | Zara            | 2.         | Zara | 0  | 2               |        |        |  |
|  | 2.         | Zara            |            |      |    |                 |        |        |  |
|  | 3.         | KK Zagabria     | 0          |      |    |                 |        |        |  |

| Prva hrvatska košarkaška liga 2001-2002 |
| --------------------------------------- |
| Cibona Zagabria 11º titolo              |

## Formazione vincitrice
| N° | Naz.               | Ruolo | Sportivo      |  | Alt. |  |
| -- | ------------------ | ----- | ------------- |  | ---- |  |
|    | Croazia (bandiera) | G     | Davor Kus     |  | 191  |  |
|    | Croazia (bandiera) | All.  | Jasmin Repeša |  |      |  |